# 裕木サラ
裕木 サラ（ゆうき さら、1985年3月18日 - ）は、日本のAV女優。
北海道出身。血液型はB型。身長155cm。スリーサイズはバスト88cm・ウエスト58cm・ヒップ88cm。趣味と特技はスノーボード・スキー。

## 略歴
- 2004年に『ぶっかけ中出しアナルFUCK！』でAVデビュー。

## 出演

### アダルトビデオ
撮りおろし作品
- ぶっかけ中出しアナルFUCK！（2004年7月15日、MOODYZ）
- イカセ無限大3 オール生中出し（2004年8月15日、MOODYZ）
- 黒人ブロンド大乱交（2004年9月15日、MOODYZ）…共演:ビクトリア

総集編
- 黒人とセックスBEST2（2005年3月15日、MOODYZ）…他出演:上原美紀、君嶋もえ、星ありす、天野♥こころ
- 真性中出し ハイパーデジタルモザイク（2005年10月13日、MOODYZ）…他出演:上原美紀、真弓あゆ、野々宮りん、美里かすみ、真中ゆり、椎名あきら、南波杏